# 赣州市厚德路小学
赣州市厚德路小学（赣州话：hó dē loǒ ssiaó ssiù ）是中華人民共和國江西省赣州市的一所小学。其旧校区位于文庙境内，現今已经搬到了原来党校的一块地方。新校区内仍然有一座建于明代的古塔。

## 歷史
厚德路小学成立於1941年，當時名为赣县城东镇中心国民小学，校址位於赣州市文庙。後來学校更名为赣州镇第一中心国民小学。中華人民共和國成立後改名为赣州市第一小学、赣州市厚德路小学，1981年，厚德路小学被列为赣州市重点小学。